# New Blaine (Arkansas)
New Blaine es un lugar designado por el censo ubicado en el condado de Logan en el estado estadounidense de Arkansas. En el Censo de 2010 tenía una población de 174 habitantes y una densidad poblacional de 34,38 personas por km².

## Geografía
New Blaine se encuentra ubicado en las coordenadas 35°17′33″N 93°25′9″O / 35.29250, -93.41917. Según la Oficina del Censo de los Estados Unidos, New Blaine tiene una superficie total de 5.06 km², de la cual 4.22 km² corresponden a tierra firme y (16.53%) 0.84 km² es agua.

## Demografía
Según el censo de 2010, había 174 personas residiendo en New Blaine. La densidad de población era de 34,38 hab./km². De los 174 habitantes, New Blaine estaba compuesto por el 98.28% blancos, el 0% eran afroamericanos, el 0% eran amerindios, el 0% eran asiáticos, el 0% eran isleños del Pacífico, el 0.57% eran de otras razas y el 1.15% pertenecían a dos o más razas. Del total de la población el 2.3% eran hispanos o latinos de cualquier raza.